# Kopparödla
Kopparödla (Anguis fragilis) är en benlös ödla i familjen kopparödlor, som förekommer i Eurasien. Eftersom den saknar yttre extremiteter liknar den till utseendet en orm, och ett synonymt trivialnamn är därför kopparorm. Det senare är utbrett, men eftersom arten inte hör till släktet ormar är den rekommenderade termen kopparödla i den svenska taxonomiska databasen Artdatabanken. En annan förekommande synonym är ormslå.

## Utbredning och systematik
Kopparödlans utbredningsområde sträcker sig över stora delar av Europa och delar av sydvästra Asien och Kaukasus och österut till västra Sibirien. I söder förekommer den till Turkiet, samt i sydöst till nordvästra Iran. I Europa saknas den dock på Irland, Island, i södra Spanien och längst i norr. 
Kopparödlan tillhör den stora familjen kopparödlor och placeras i släktet Anguis tillsammans med sin närmsta släkting Anguis cephallonica som är endemisk för Grekland. Kopparödlan delas upp i två underarter:
- A. f. fragilis Linnaeus, 1758 – förekommer över stora delar av Europa, bland annat i Sverige, Norge och Danmark[8].
- A. f. colchica (Nordmann, 1840) – förekommer i östra Europa, bland annat Finland[8], Kaukasus och Iran.

### Nordisk utbredning
I Sverige förekommer den i hela Götaland, Svealand och längs norrlandskusten upp till Skellefteå. Uppgifter om gotländsk förekomst har inte kunnat bekräftas. I Finland finns den i den södra delen, med nordgräns ungefär till Vasa och Kuopio. Den saknas på Åland, med undantag för några öar längst i söder. I Norge förekommer den längs sydkusten, från Bergen och upp längs området kring Oslofjorden. Den förekommer över hela Danmark med undantag för några mindre öar.

## Beskrivning
Kopparödlan saknar helt yttre extremiteter. Kroppen är långsträckt och rund, nästan cylinderformig. Den är metalliskt glänsande, brun- till gråaktig, ibland med en mörk längsstrimma längs ryggen. Speciellt hos honorna är översidan ofta ljusare än undersidan. Särskilt hos hanarna kan även en stålgrå färg förekomma. Den östliga underarten, A. f. colchica, kan ha blå fläckar på kroppen, speciellt hos äldre hanar. (Dessa kan även förekomma hos den västliga underarten, men är mycket mindre vanliga – 13% hos den östliga underarten, mot 2% hos den västliga.) Den östliga underarten har dessutom oftast öppna öronöppningar, något som bara förekommer hos 1% hos den västliga.. Hos vuxna djur är stjärten längre än huvudet och bålen sammantagna. I den norra delen av utbredningsområdet är längden 25 till 43 cm, i undantagsfall 50 cm. Längsta kopparödlan som mättes var 57,5 cm lång.
Fjällen är släta och rundade och har inre förbening. Tänderna är bakåtriktade och långa, med en svag ränna på främre periferin. Ögonen är väl utvecklade och arten skiljer sig från ormar genom att den har ögonlock och blinkar som andra ödlor. Kopparödlan är känd för att kunna bli mycket gammal; ett danskt exemplar blev 54 år i fångenskap.

## Ekologi
Arten lever framför allt i lite fuktiga miljöer med mycket markvegetation, t ex betes- och buskmarker, trädgårdar, skogsbryn och gläntor, längs åkerrenar och vägkanter. Ungarna lever främst under mossa och löv, medan de vuxna djuren rör sig mer öppet. Det är inte ovanligt att de lever i myrstackar, utan att myrorna tycks besvära dem. Den är främst aktiv i skymningen medan den under natten och större delen av dagen gömmer sig under stubbar, stenar, bland buskar och vissna löv mm. Den förekommer främst i fuktiga marker med buskar och träd, som betesmarker, buskage, trädgårdar, i gläntor och skogsbryn samt längs åker- och vägrenar.
På senhösten under september-oktober borrar den ned sig i jorden till frostfritt djup, och ligger där i dvala under vintern. Hanarna lämnar vinterdvalan något tidigare än honorna, vanligen mellan början av april till juni, beroende på geografisk belägenhet. Honorna kommer fram knappt en månad senare, och strax efter hanarna ömsat skinn sker parningen. Honan föder levande ungar som är omgivna av ägghinnorna, som de strax därefter spränger sönder. Ungarna föds i augusti till oktober, beroende på väderlek. Vid födelsen är de 7 till 11 cm långa.

### Föda
Den äter framför allt snäckor och daggmaskar. Dessutom kan den ta insekter, mångfotingar och spindeldjur. Ibland tar den också gråsuggor eller andra leddjur. Vissa individer tar också kräldjur, även av den egna arten.

## Kopparödlan och människan

### Namn

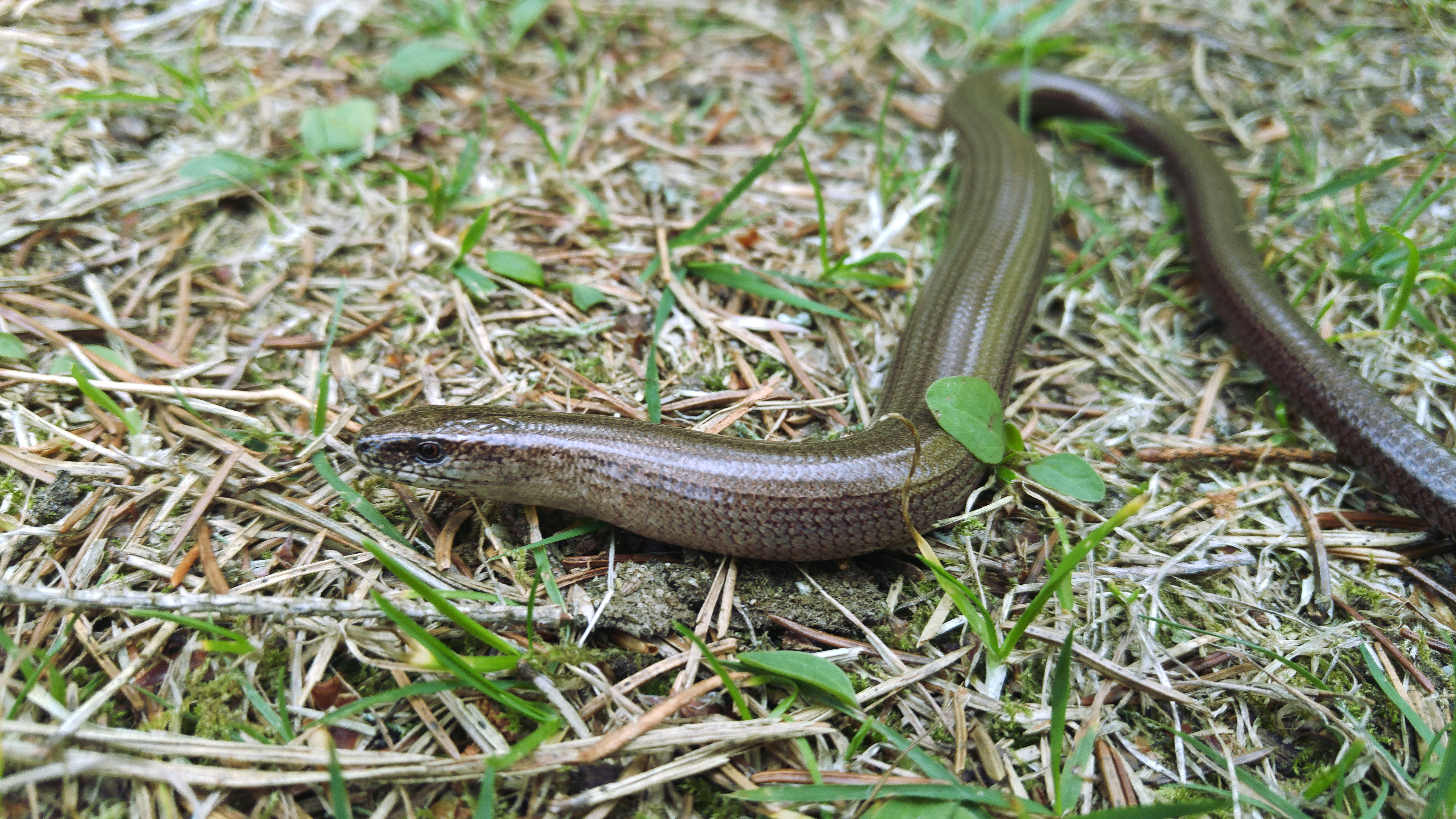
Kopparödla från sidan

Dess vetenskapliga artepitet fragilis, vilket betyder "bräcklig" på latin, syftar på dess svans som kan lossna om man tar i ödlan. Som synonyma namn förekommer kopparorm och ormslå. I Ingå i Finland kallas den etterslå.

### Status och hot
IUCN klassificerar arten som livskraftig ("LC"), och populationen bedöms vara stabil.
Kopparödlan är, i likhet med alla andra grod- och kräldjur i Sverige, fridlyst sedan år 2000. Dock får den i begränsad grad insamlas i studiesyfte, förutsett att de insamlade djuren sedan släpps på samma plats från vilken de hämtades. I Finland är den fridlyst i hela landet enligt naturvårdslagen från 1996. Den är även totalfridlyst i Norge, medan begränsad insamling för studiesyfte är tillåten i Danmark.
I Storbritannien är det sedan 1981 förbjudet att skada, döda eller handla med kopparödlor.
Kopparödlan är liksom de två andra ödlearterna i Sverige helt ofarlig, men på grund av sin yttre likhet med en orm antas den ibland felaktigt vara giftig.